# Lijst van Italiaanse kazen
Op deze lijst van Italiaanse kazen staat een groot deel van de ongeveer 400 Italiaanse kazen.

## A
- Abbamare
- Accasciato
- Acceglio
- Acidino
- Agri di Valtorta
- Ainuzzi
- Almkäse
- Alpkas
- Amatriciano
- Ambra di Talamello
- Animaletti di Provola
- Aostano
- Aostino
- Asiago

## B

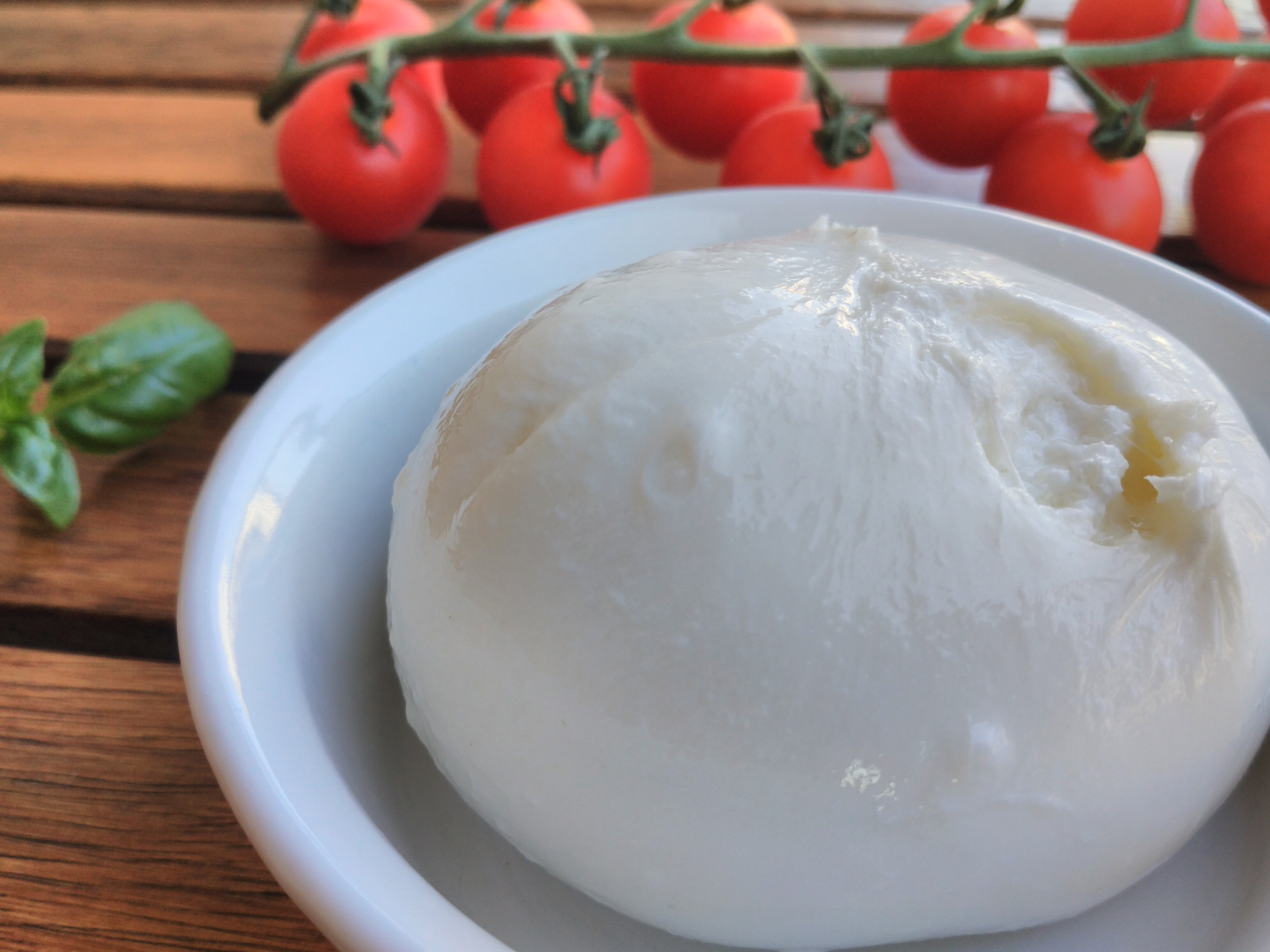
Burrata

- Bagoss
- Bastardo del Grappa
- Bauernkäse
- Bebè di Sorrento
- Beddo
- Begiunn
- Bel Paese
- Bela Badia
- Belicino
- Belmonte
- Bettelmatt
- Bergkäse
- Bernardo
- Biancospino
- Bocconcini alla panna di bufala
- Bianco-verde
- Bitto
- Bonassai
- Bormino
- Boves
- Bra d'alpeggio
- Bra duro
- Bra tenero
- Branzi
- Brebidor
- Bross
- Brossa
- Brus
- Brus da latte
- Brus da ricotta
- Bruss di Castelmagno
- Bruss di Frabosa
- Bruz d'Murazzan
- Bruzzu
- Burrata
- Burrell'
- Burrino
- Busche
- Butirro
- Butterkase (Lagungo)

## C
- Cachat
- Cacio figurato
- Cacio Magno
- Caciocavallo
- Cacioforte
- Cacioreale
- Cacioricotta
- Caciotta
  - Caciotta Amiatina
  - Caciotta della Lunigiana
  - Caciotta misto pecora
  - Caciotta degli elimi
  - Caciotta dei monti della Laga
  - Caciotta della sabina
  - Caciotta di Asiago
  - Caciotta di Brugnato
  - Caciotta di latte caprino
  - Caciotta di pecora
  - Caciotta genuina Romana
  - Caciotta mista della Tuscia
  - Caciotta di bufala
  - Caciotta Sarda
  - Caciotta Senese
  - Caciotta Toscana
- Cadolet di capra
- Calcagno
- Callu de cabreddu
- Canestrato
  - Canestrato pugliese
  - Canestrato trentino
- Cansiglio
- Capridor
- Caprino (geitenkaas)
  - Caprino al pepe di Bagnolo
  - Caprino da gratuggia
  - Caprino dell'Aspromonte
  - Caprino degli Alburni
  - Caprino della Limina
  - Caprino della Val Brevenna
  - Caprino della Val Vigezzo
  - Caprino di Baceno
  - Caprino di Cavalese
  - Caprino di Demonte

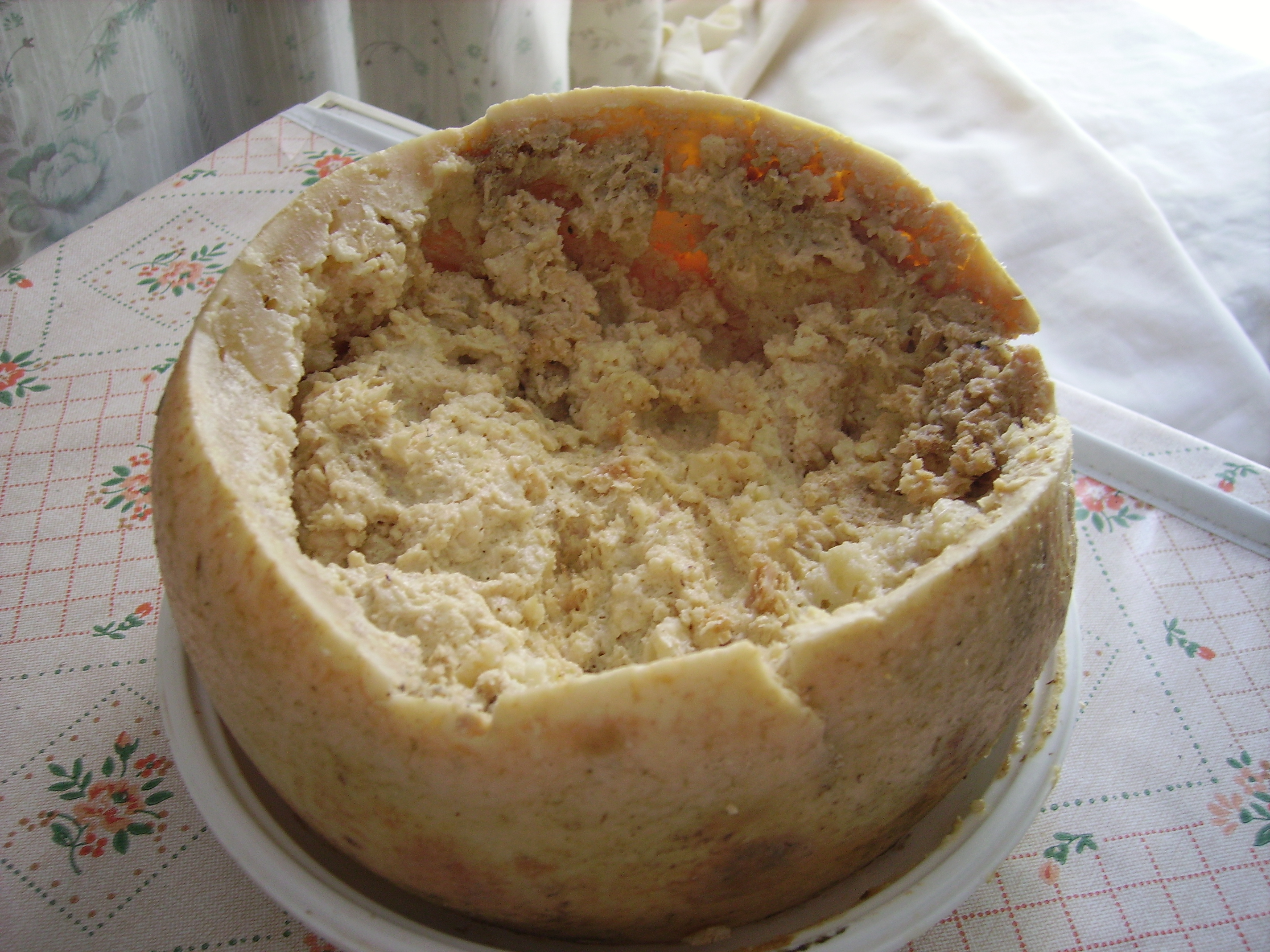
Casu marzu

  - Caprino di malga delle Alpi Marittime
  - Caprino di Rimella
  - Caprino Francese
  - Caprino fresco
  - Caprino fresco veneto
  - Caprino lattico Piemontese
  - Caprino lombardo
  - Caprino Ossolano
  - Caprino presamico Piemontese
  - Caprino stagionato
  - Caprino Trentino
  - Caprino vaccino
  - Caprino Valle
  - Caprino Valsesiano
- Carnia
- Casalina
- Casareccio di Gorreto
- Casàt Gardesano
- Casatella Romagnola
- Casatella Trevigiana
- Casatta nostrana di Corteno Golgi
- Casel bellunese
- Casera Crotto
- Casera uso monte
- Casizolu
- Casizolu di pecora
- Caso conzato
- Caso peruto
- Casolet
- Casoretta
- Castelmagno
- Castelrosso
- Casu axedu o Frue
- Casu marzu
- Casu spiattatu
- Cavrin (Cevrin) di Coazze
- Cesio
- Cingherlino (Zincarlin)
- Cofanetto
- Comelico
- Conciato Romano
- Contrin
- Costa d’Oro
- Crava
- Crema del Friuli
- Crescenza
- Crutin
- Cuc
- Cuincir
- Cuor di Valle
- Cusiè

## D
- Degli Albanesi
- Del Colle
- Dilizia del Colle
- Dolce Isola Misto
- Dolce sardo
- Dolcezza d'Asiago
- Dolomiti

## E
- Erborinato di Artavaggio
- Ericino
- Escarun di pecora

## F
- Falagnone
- Farci-Provola
- Fatulì
- Fallone di Gravina
- Felciata di Calabria
- Fior di campo
- Fior di latte
- Fior di latte laziale
- Fior di Monte
- Fiordivalle
- Fiore Sardo
- Fiore Sicano
- Fiorone della Valsassina
- Fiurì
- Fiurit
- Flors
- Fodòm
- Fontal
- Fontina
- Formaggella del Bec
- Formaggella del Luinese
- Formaggella dell'Adamello
- Formaggella della Val Brembana
- Formaggella della Val Camonica
- Formaggela della di Sabbia
- Formaggella della Val di Scalve
- Formaggella della Val Seriana
- Formaggella della Val Trompia
- Formaggella di caglio
- Formaggella Tremosine
- Formaggella uso monte
- Formaggetta della Valle Argentina
- Formaggetta di Bonassola
- Formaggetta di mucca
- Formaggetta Savonese
- Formaggina
- Formaggio (kaas)
  - Formaggio a crosta rossa
  - Formaggio caprino del Cilento
  - Formaggio Caprino della Limina
  - Formaggio coi vermi
  - Formaggio Caprino d'alpeggio
  - Formaggio da spalmare
  - Formaggio dei Zaccuni
  - Formaggio d'alpeggio di Triora
  - Formaggio d'alpe
  - Formaggio del Cit
  - Formaggio del Gleno
  - Formaggio del fieno
  - Formaggio di capra
  - Formaggio di capra di Calabria
  - Formaggio di "caso"
  - Formaggio di colostro ovino
  - Formaggio di fossa
  - Formaggio di Menconico
  - Formaggio di Montagna
  - Formaggio in crema
  - Formaggio salato o Asino
  - Formaggio Saltarello

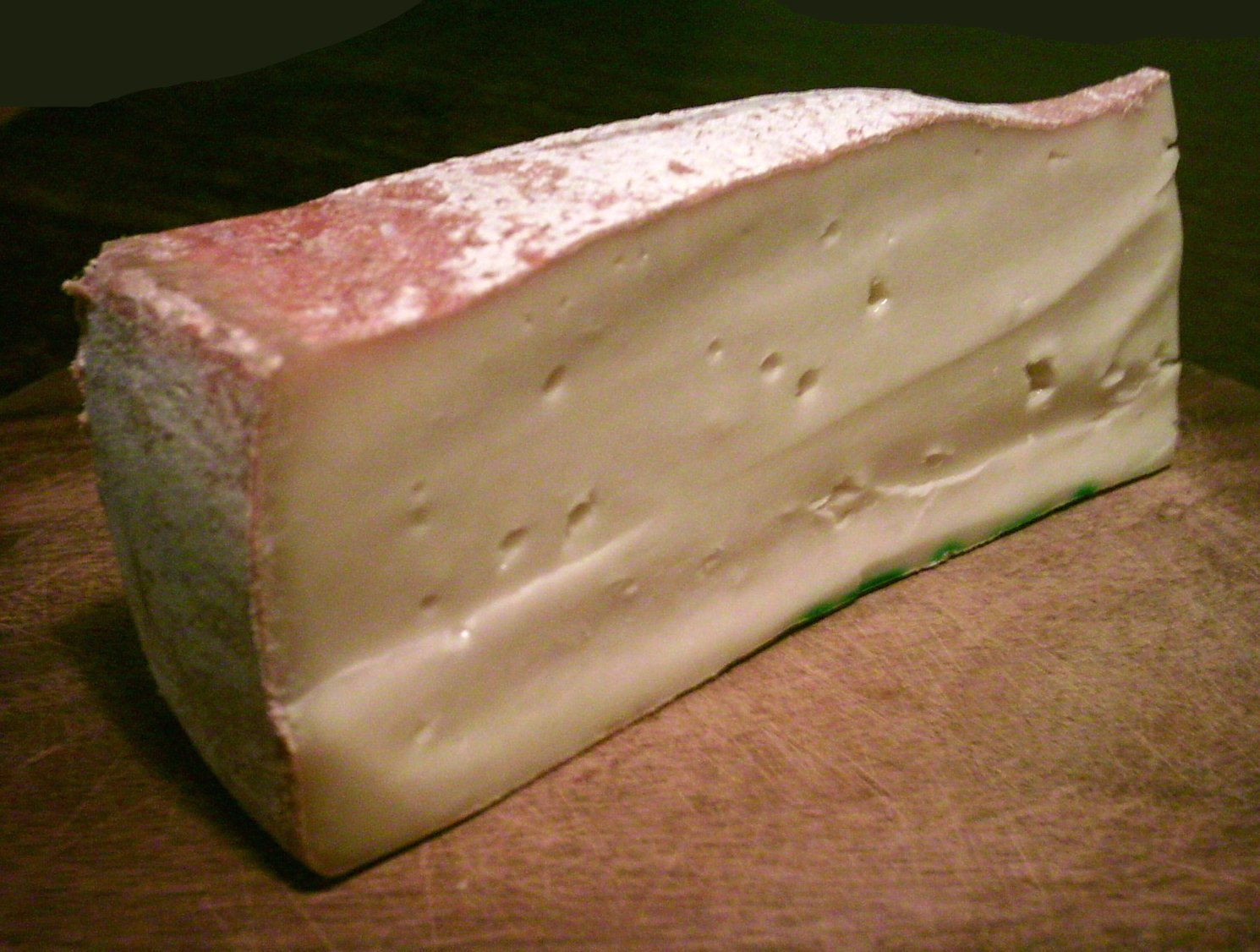
Fontina

  - Formaggio di S. Stefano di Quisquina
  - Formaggio semigrasso d'Alpe
  - Formaggio Val Seriana
  - Formaggiola caprina
  - Formaggiu ri capra
- Formai de Livign
- Formai de mut
- Formaio embriago
- Furmaggitt di Montevecchia
- Furmaggiu du quagliu
- Furmai del sieur Mario
- Formadi Frant
- Formella del Friuli
- Frachet
- Fresa
- Frico Balacia

## G
- Garda Tremosine
- Giglio Sardo
- Giuncata
- Gioda
- Gioddu
- Giuncà
- Gorgonzola
- Gran cacio di Morolo
- Grana Padano
- Grande Vecchio di Montefollonico
- Granone Lodigiano
- Grasso d'Alpe
- Graukase
- Guttus

## H
- Hoch Pustertaler

## I
- Ircano
- Italico

## L
- Latteria
- Latteria Delebio
- Latteria di Fagagna

## M
- Macagn
- Maccagno
- Magnocca
- Maioc-Magnocca
- Maiorchino
- Maiorchino di Novara di Sicilia
- Malga altopina o dei Sette Comuni
- Malga bellunese
- Malga o Ugovizza
- Manteca
- Marzolina
- Marzolino del Chianti
- Marzolino di Lucardo
- Mascarpin de la Calza
- Mascarpa
- Mascarpone
- Mastela
- Mattonella al rosmarino
- Matusc
- Mezzapasta
- Misto capra
- Misto capra di Malga
- Misto pecora fresco dei Berici
- Moesin di Fregona
- Mollana della Val Borbera
- Montagna
- Montanello (Caciotta dolce)
- Montasio

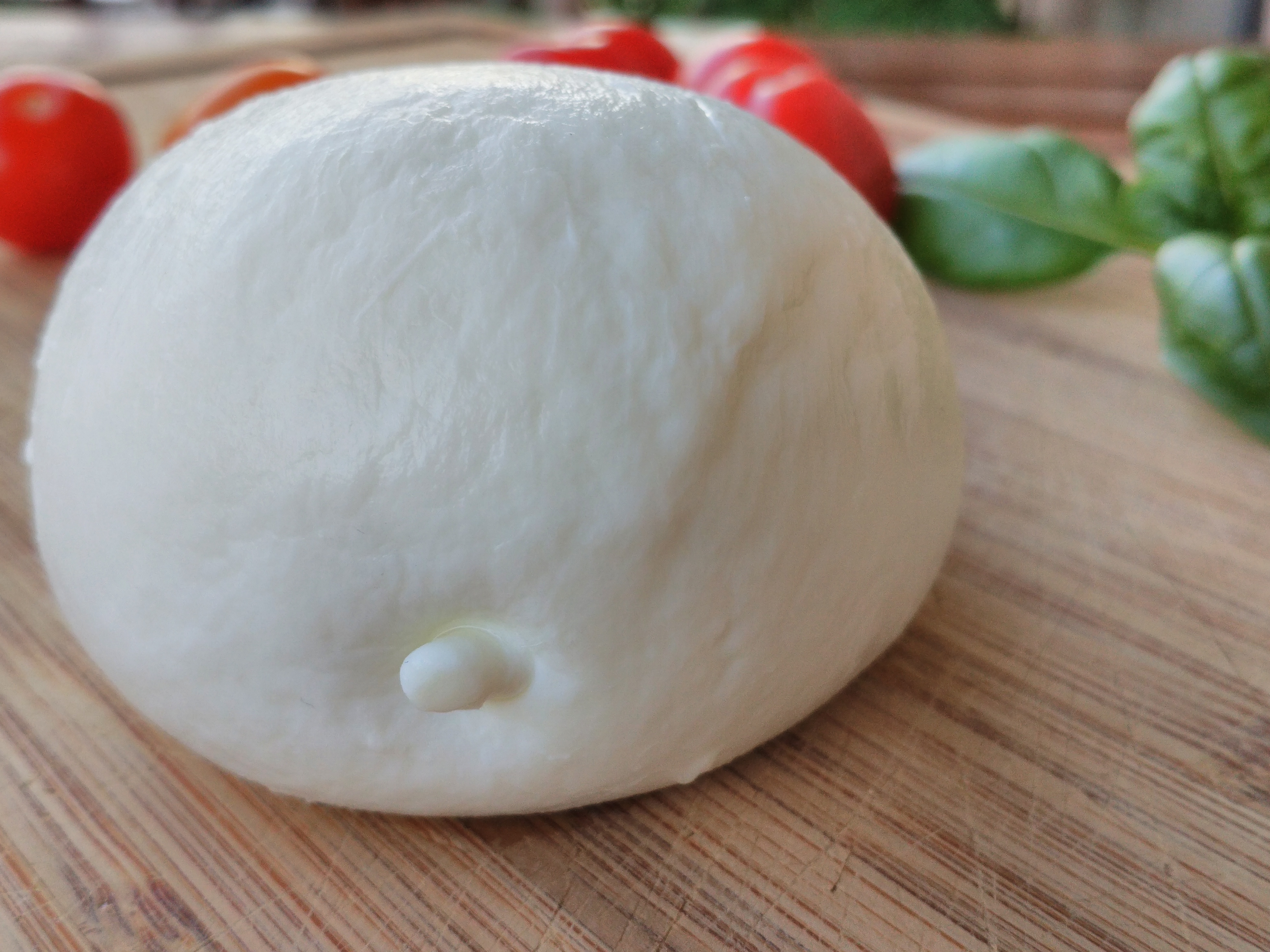
Mozzarella

- Monte Baldo e Monte Baldo primo fiore
- Monte delle Dolomiti
- Monte Veronese
- Montebore
- Montegranero
- Morello
- Morlâc
- Mortrett (Murtret)
- Motelì
- Motta
- Mozzarella
- Murazzano
- Murianengo (Moncenisio)
- Murtarat
- Musulupu

## N
- Nerino
- Nevegal
- Nis
- Nisso
- Nostrano
  - Nostrana di malga
  - Nostrano d'Alpe
  - Nostrano de casèl
  - Nostrano di Costalta
  - Nostrano di Latteria
  - Nostrano di malga Trentino
  - Nostrano Fiavé
  - Nostrano grasso
  - Nostrano misto capra
  - Nostrano prealpino
  - Nostrano semigrasso
  - Nostrano Val di Fassa
  - Nostrano Valchiese

## O
- Ormea
- Ortler
- Ossolano
- Ostrica di montagna

## P
- Paddaccio
- Paddraccio
- Padduni
- Paglierina
- Paglierina di Rifreddo
- Pampanella
- Pannarello
- Pannerone Lodigiano
- Parmigiano reggiano
- Pastorella del Cerreto di Sorano
- Pastorino
- Pecorino
  - Pecorino a crosta fiorita
  - Pecorino baccellone
  - Pecorino Brindisino
  - Pecorino dei Berici
  - Pecorino del Casentino

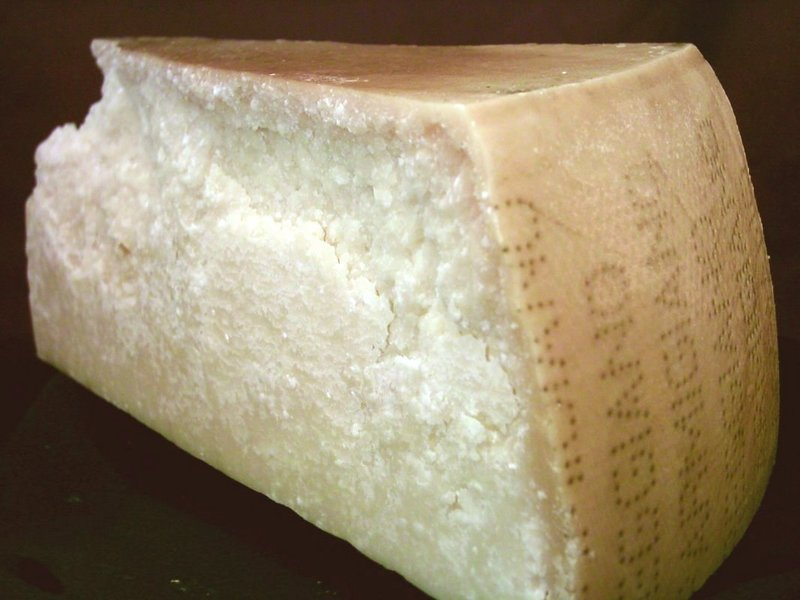
Parmigiano reggiano

  - Pecorino del Parco di Migliarino-San Rossore
  - Pecorino della costa Apuana
  - Pecorino della Garfagnana
  - Pecorino della Lunigiana
  - Pecorino della Versilia
  - Pecorino delle balze Volterrane
  - Pecorino di montagna
  - Pecorino di Osilo
  - Pecorino Leccese
  - Pecorino Romano
  - Pecorino Rosso
  - Pecorino Sardo
  - Pecorino Senese
  - Pecorino Siciliano
  - Pecorino Toscano
  - Pecorino Veneto
- Pepato
- Peretta
- Perlanera
- Pettirosso "Tipo Norcia"
- Piacentinu
- Piattone
- Piave
- Piddiato
- Pierino
- Pojna enfumegada
- Pratolina
- Presolana-Valseriana
- Prescinseua
- Primo sale
- Primolino
- Primusali
- Provola affumicata
- Provola Capizzi
- Provula Casale (Floresta)
- Provola dei Nebrodi
- Provola delle Madonie
- Provola Ragusana
- Provola Siciliana
- Provolone
- Pusteria
- Pustertaler
- Puzzone di Moena

## Q
- Quagliata ligure
- Quartirolo Lombardo

## R
- Raschera
- Raschera d'alpeggio
- Ragusano
- Rasco
- Ravaggiolo Romagnolo
- Raviggiolo di pecora
- Reblec de crama
- Réblèque
- Renàz
- Riavulillo
- Ricotta
  - Ricotta fresca
  - Ricotta salata
- Rigatino di Castel San Pietro
- Robiola
  - Robiola Alta Langa
  - Robiola bresciana
  - Robiola d'Alba
  - Robiola della Val Bormida
  - Robiola della Valsassina
  - Robiola di Bossolasco
  - Robiola di Castel San Giovanni
  - Robiola di Ceva o Mondovì
  - Robiola di Cocconato
  - Robiola di Montevecchia
  - Robiola di Roccaverano
- Rosa Camuna

## S
- Salignon
- Salagnun
- Salato duro friulano
- Salato morbido friulano
- Salgnun (Salignun)
- Salva
- Santo Stefano d'Aveto
- Sappada
- Sarasso
- Sarazzu
- Sargnon
- Scacciata
- Scacione (Caprone)
- Scamorza
- Scamorza calabra
- Schiz
- Schlander
- Scuete Frante
- Scuete fumade o Ricotta affumicata
- Scimuda d'alpe
- Scimudin
- Scimut
- Scodellato
- Seirass
  - Seirass del Fen
  - Seirass del Lausun
  - Seirass di latte
  - Seirass di siero di pecora
  - Seirass stagionato
- Semicotto Caprino
- Semicotto Ovino
- Semitenero Loiano
- Semuda
- Silter
- Shtalp
- Smorzasoel
- Soera (Sola della Valcasotto)
- Solandro di malga
- Solandro magro
- Sot la Trape
- Spalèm
- Spress
- Spressa delle Giudicarie
- Squaquarone
- Squrquaglione dei Monti Lepini
- Sta'el
- Stagionato de Vaise
- Stracchino
  - Stracchino Bronzone
  - Stracchino della Valsassina
  - Stracchino di Bufala
  - Stracchino di Nesso
  - Stracchino Orobico
- Stracciata
- Strachet
- Stracchino toscano
- Strachitund
- Stracòn
- Strica

## T
- Tabor
- Taleggio
- Testun
- Tipo malga friulano
- Tirolese
- Toblach (Dobbiaco)
- Toma
  - Toma Ajgra
  - Toma Biellese
  - Toma del Bot
  - Toma del lait brusc
  - Toma del Maccagno
  - Toma della Bassa Val d'Aosta
  - Toma della Valle di Susa
  - Toma della Valle Stura
  - Toma della Valsesia
  - Toma di Balme
  - Toma di Boves
  - Toma di capra
  - Toma di Celle
  - Toma di Elva
  - Toma di Gressoney
  - Toma di Lanzo
  - Toma di Mendatica dell'Alta Valle Arroscia
  - Toma di Pragelato
  - Toma lucana
  - Toma Piemontese
- Tombea
- Tometta di Barge
- Tometto (Tumet)
- Tomini del Talucco
- Tomino
  - Tomino Canavesano asciutto
  - Tomino Canavesano fresco
  - Tomino del Bec
  - Tomino del Bot
  - Tomino del Mel
  - Tomino delle Valli Saluzzesi
  - Tomino di Andrate
  - Tomino di Bosconero
  - Tomino di Casalborgone
  - Tomino di Rivalta
  - Tomino di San Giacomo di Boves
  - Tomino di Saronsella (Chivassotto)
  - Tomino di Sordevolo
  - Tomino "Montoso"
- Torta
- Torta Orobica
- Toscanello
- Tosela
- Tre Valli
- Treccia dura
- Treccia dei Cerviati e Centaurino
- Trizza
- Tronchetto alpino
- Tuma
- Tuma 'd Trausela
- Tuma sicula
- Tumazzu di pecura ccu pipi
- Tumazzu di piecura
- Tumazzu di vacca
- Tumazzu di vacca ccu pipi
- Tumet di Pralungo

## V
- Vaciarin
- Val Brandet
- Valcasotto
- Valle d'Aosta Fromadzo
- Valtellina casera
- Vastedda della Valle del Belice
- Vastedda Palermitana
- Vezzena

## Z
- Ziegenkase
- Zigercase
- Zighera
- Zumelle
- Zufi